# 2479 Sodankylä
2479 Sodankylä là một tiểu hành tinh vành đai chính với chu kỳ quỹ đạo là 1348.1409642 ngày (3.69 năm).
Nó được phát hiện ngày 6 tháng 2 năm 1942.